# Вибори до Сойму Карпатської України

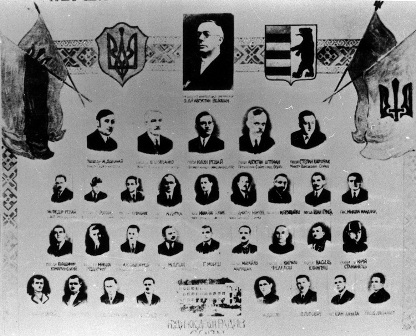
Посли Сойму Карпатської України

Вибори до Сойму Карпатської України відбулися 12 лютого 1939 року. Під час проведення демократичних виборів шляхом народного волевиявлення було вибрано 32 послів до Сойму Карпатської України. Усі посли належали до Українського національного об'єднання та були вибрані у його списках.

## Передумови
За Сен-Жерменським мирним договором з 1919 року територія Закарпаття входило до складу Чехословацької республіки під назвою Підкарпатська Русь. Уряд Чехословаччини повинен був надати автономію Підкарпатській Русі, проте цього не було зроблено.
Після Мюнхенської угоди 1938 року, за якою Чехословаччина втратила Судетську область на користь Німеччини та інші землі на користь Польщі та Угорщини, українські, русо- та угрофільські партії Підкарпатської Русі виступили за створення автономного уряду. Уряд Чехословаччини в умовах, що склалися, погодився на це, і 11 жовтня призначив склад Уряду Підкарпатської Русі, який очолив Андрій Бродій. 26 жовтня його було звільнено і затримано за звинуваченням у роботі на користь Угорщини. Того ж дня головою уряду призначили Августина Волошина. 22 листопада було видано Конституційний акт про автономію Карпатської України, за яким було створено автономний законодавчий орган — Сойм Карпатської України.

## Перед виборами

Агітація із закликом голосувати за список УНО на виборах до Сойму Карпатської України

12 січня 1939 року стало відомо про те, що 12 лютого відбудуться вибори до Сойму Карпатської України — законодавчого органу влади Карпатської України. Після цього було повністю розпущено усі політичні партії Карпатської України для проведення нової передвиборчої кампанії.
18—20 січня між членами колишніх українських партій Карпатської України проводилася робота, в результаті якої було утворено єдине українське партійне об'єднання у Карпатській Україні — Українське національне об'єднання. Його лідером став Федір Ревай — брат одного з міністрів уряду Юліяна Ревая.
Після утворення УНО воно розпочало агітацію серед населення Карпатської України. Сотні листівок в містах і населених пунктах Карпатської України закликали усіх мешканців прийти на вибори й одностайно голосувати за список УНО.
Крім того, напередодні виборів, 10 лютого 1939 року, Уряд Карпатської України звернувся до народу з проханням взяти участь у виборах та проголосувати за УНО.
Серед іншого, подати свої списки до Виборчої Центральної Комісії намагалася «Група Подкарпатських Русинів» — об'єднання москвофільської та проугорської орієнтації. «Групу…» очолив учитель із села Іза Михайло Василенков. Проте Виборча Центральна Комісія була змушена відхилити цю пропозицію, оскільки, по-перше, менше третини заявлених кандидатів надали підпис, підтверджуючи участь у виборах, по-друге, об'єднання не є політичною партією, по-третє, об'єднання не здатне фінансувати публікацію списку кандидатів, що суперечить виборчому законові Чехословаччини.

## Проведення та результати
Вибори відбулися у визначений день — 12 лютого 1939 року. Вибори розпочалися о 8 годині ранку і тривали до 15 години. Кожен громадянин повинен був взяти участь у виборах. Від цього обов'язку звільнялися особи, вік яких більше 70 років, які не мають змоги взяти участь через хворобу, через те, що перебувають на відстані більше 100 км від місця виборів, або за інших обставин.
Під час проведення виборів взяли участь у голосуванні 263 202 осіб з 284 365, що мали право голосу.
Усі 32 мандати здобуло Українське національне об'єднання, загалом — 93 % голосів. Найбільшу підтримку єдиний список отримав в окрузі Волове (98 %), найменше — в Чинадійово (80 %) У столиці Карпатської України, Хусті, список отримав 75 % голосів.
|                         |                                   |         |        |         |         |
| Сторінка                | Сторінка                          | Голоси  | Голоси | Мандати | Мандати |
| Сторінка                | Сторінка                          | Номер   | %      | Номер   | ±       |
|                         | Українське національне об'єднання | 243 832 | 93.2   | 32      | +32     |
|                         | Порожні бюлетені                  | 17 741  | 6.8    | –       | –       |
| Недійсні голоси         | Недійсні голоси                   | 2 324   | 0,9    | –       | –       |
| Всього голосів          | Всього голосів                    | 263 897 | 100    | 32      | +14     |
| Виборці в списку/участь | Виборці в списку/участь           | 284 365 | 92.8   |         |         |
| Джерела:                |                                   |         |        |         |         |

| Частка голосів    | Частка голосів    | Частка голосів | Частка голосів | Частка голосів |
| ----------------- | ----------------- | -------------- | -------------- | -------------- |
|                   |                   |                |                |                |
| Єдиний список УНО | Єдиний список УНО |                | 93.2%          | 93.2%          |
| Порожні голоси    | Порожні голоси    |                | 6.8%           | 6.8%           |

Партієць УНО Василь Ґренджа-Донський так описував перемогу УНО на виборах:
|  | Цим успіхом можемо бути горді. Ніхто не сподівався, навіть крайні оптимісти не очікували такої перемоги. Скажіть тепер, будь ласка, чи після цього наш народ не є зрілим до державного життя?! |

### Результати за округами
Вибори проводилися у кожній з 11 округ Карпатської України: Хуст, Тячів, Волове, Рахів, Севлюш, Іршава, Середнє, Свалява, Чинадійово, Перечин та Великий Березний.

### Список обраних послів
На виборах народом Карпатської України було обрано 32 послів до Сойму Карпатської України, з них 3 — від місцевих національних меншин:
1. Др. Августин Волошин, прем'єр правительства Карпатської України, Хуст
2. Ревай Юліан, міністр Карпатської України, Хуст
3. Др. Бращайко Юлій, адвокат, Хуст
4. Др. Бращайко Михайло, публічний нотар, Хуст
5. Ґриґа Іван, хлібороб, Вишні Верецки
6. о. Довбак Адальберт, духовник, Ізки
7. Др. Долинай Микола, лікар, Хуст
8. Др. Мілош Дрбал, адвокат, Хуст, за чеську меншину
9. Дутка Авґустин, суддя, Хуст
10. Ігнатко Іван, хлібороб, Білки
11. Др. Комаринський Володимир, адвокат, Хуст
12. Качала Іван, залізничник, Перечин
13. Климпуш Василь, торговець, Ясіня
14. Клочурак Степан, урядник, Хуст
15. Лацанич Василь, учитель, Великий Березний
16. Мандзюк Микола, учитель, Севлюш
17. Марущак Михайло, господар, Великий Бичків
18. Інженер Романюк Леонід, урядник, Хуст
19. Мойш Григорій, протопоп, Біла Церква, за румунську меншину
20. Німчук Дмитро, директор, Хуст
21. Інженер Олдофреді Антон-Ернест, інтерстат секретер, Хуст, за німецьку меншину
22. Пазуханич Юрій, інспектор, Хуст
23. Перевузник Іван, земледілець, Середнє
24. Попович Петро, земледілець, Великі Лучки
25. Ревай Федір, директор друкарні, Хуст
26. Др. Різдорфер Микола, лікар, Свалява
27. Др. Росоха Степан, урядник, Хуст
28. о. Станинець Юрій, парох, Вонігове
29. Щобей Василь, господар, Вульхівці
30. Штефан Августин Омелянович, начальник міністерства шкільництва, Хуст
31. о. Феделеш Кирило, катехіт, Білки
32. Тулик Михайло, редактор, Хуст